# Завертайло, Иван Прохорович

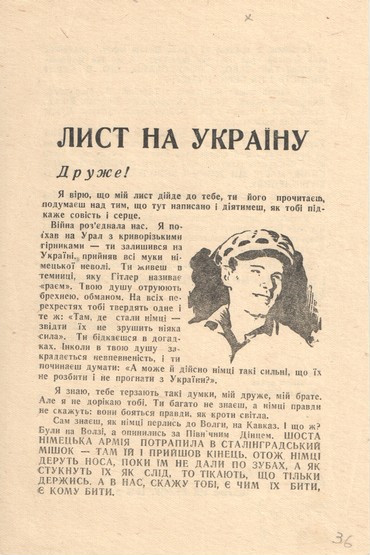
Завертайло Иван. Лист на Україну. 1943

…Когда сюда прибыли криворожцы, шахта отставала — начали с многозабойного бурения по методу Семиволоса. В марте мне посчастливилось выполнить норму на 415 процентов… 6 апреля пробурил 6 забоев, выполнив норму на 1660 процентов. Но необходимо было больше отваливать руды. Проникая в структуру породы, применил вместо клинового расположения шпуров пирамидальное. Это позволило поднять производительность вдвое. В среднем в мае дал 5736 процентов, в июне — 6736 процентов, а всего за пять месяцев — двухгодовую норму. Руднику в июне было присуждено знамя Государственного Комитета Обороны.
Мы далеко от фронта. Но Гитлер на спине своей хорошо почувствует тяжёлую горняцкую руку.
…Пролетит время, и мы возвратимся в родной Кривбасс. Мы восстановим шахты, восстановим наши города и посёлки и вновь будем жить счастливо. Во имя этого я работаю за десятерых.
Завертайло Иван Прохорович (1913, Весёлые Терны, Екатеринославская губерния — 2 мая 1944) — советский шахтёр, проходчик Высокогорского рудника, инициатор движения «тысячников», стахановец, ударник первых пятилеток, лауреат Сталинской премии 2-й степени.

## Биография
Родился в 1913 году в селе Весёлые Терны. Мать — Завертайло Пелагея Ивановна (1880—1957), отец — Завертайло Прохор. 
В 1930-е годы — знатный горняк шахты имени Орджоникидзе в городе Кривой Рог.
С началом Великой Отечественной войны был эвакуирован из Кривого Рога на Урал, в город Нижний Тагил. Работал проходчиком на шахте «Жуковская» в Высокогорске. С сентября 1941 года — проходчик Высокогорского рудника. 
В феврале 1942 года стал инициатором движения «тысячников», ставшего всесоюзным. За 10 месяцев 1942 года выработал 50 месячных норм, 5 октября выполнил норму более чем на 3800 %.
Член ВКП(б) с 1943 года. С 1943 года — начальник смены экскаваторного цеха, одной из лучших на руднике.  
Погиб 2 мая 1944 года в результате несчастного случая на производстве.

## Награды
- Сталинская премия 2-й степени (22 марта 1943) — постановлением СНК СССР № 342 — за внедрение в горной промышленности усовершенствованного метода многозабойного бурения, обеспечивающего повышение производительности труда и значительное увеличение добычи руды[5]. Премию в 50 000 рублей передал на восстановление Сталинграда[4].